# Leirvik
Leirvik is een plaats in de Noorse gemeente Stord, provincie Vestland. Leirvik telt 11237 inwoners (2007) en heeft een oppervlakte van 8,46 km².